# Monocentrota favonii
Monocentrota favonii is een muggensoort uit de familie van de Keroplatidae. De wetenschappelijke naam van de soort is voor het eerst geldig gepubliceerd in 1987 door Chandler.